# مقاطعة كرتنواري
مقاطعة كرتنواري (بالصومالية: Degmada Kurtunwarey)‏ إحدى مقاطعات محافظة شبيلي السفلى جنوب الصومال، تستوطنها عشائر صومالية أبرزها رحانوين.

## روابط خارجية
- مقاطعات الصومال
- الخريطة الإدارية لمقاطعات كرتنواري